# Llers
Llers és una vila empordanesa que es troba a 5 km al nord-oest de Figueres. El nucli de Llers és una obra inclosa en l'Inventari del Patrimoni Arquitectònic de Catalunya.

## Descripció

### Geografia
- Llista de topònims de Llers (Orografia: muntanyes, serres, collades, indrets..; hidrografia: rius, fonts...; edificis: cases, masies, esglésies, etc).

El terme municipal és força extens (21,21 km²) i accidentat per turons i serralades de poca elevació. Són els darrers contraforts prepirinencs, de formació calcària, que assenyalen el límit nord-occidental de la plana. Hi ha nombrosos torrents, que formen l'interfluvi entre les conques del Manol i la Muga.
La Muga passa per l'extrem septentrional del terme i en alguns punts serveix de límit amb el municipi de Pont de Molins.
Cims destacats:
- Puig del Pont de 90 msnm a 42° 18′ 38.87″ N, 2° 55′ 15.44″ E / 42.3107972°N,2.9209556°E
- El turó d'en Rosset (147 msnm) a 42° 18′ 17.04″ N, 2° 54′ 21.83″ E / 42.3047333°N,2.9060639°E
- El turó de l'Hortal (156 msnm) a 42° 18′ 16.35″ N, 2° 54′ 11.00″ E / 42.3045417°N,2.9030556°E
- El turó del Carlí (129 msnm) a 42° 18′ 32.72″ N, 2° 54′ 7.787″ E / 42.3090889°N,2.90216306°E
- El turó d'en Met Salleres (132 msnm)[1] a 42° 18′ 25.67″ N, 2° 54′ 21.12″ E / 42.3071306°N,2.9058667°E

A la banda de llevant hi ha uns terrenys planers, ja en contacte amb la plana, on passava el camí de la Calçada, via romana que durant l'Edat Mitjana va ser anomenada camí del Francès i que servia de límit dels antics comtats de Besalú i Empúries-Peralada. Aquesta situació de frontera durant l'Edat Mitjana va fer de Llers la zona més fortificada de l'Empordà. La vila tenia un castell baronial del qual en depenien onze més. El terme del castell era molt més extens que l'actual municipi. Fins al segle xvii el poble veí de les Escaules pertanyia a Llers i fins a mitjan xviii el lloc de Molins (actual Pont de Molins) també era de Llers.
Carles Fages de Climent va publicar el 1924 el poemari Les bruixes de Llers, amb il·lustracions d'un encara desconegut Salvador Dalí.

### Nucli
El nucli de Llers és una obra inclosa en l'Inventari del Patrimoni Arquitectònic de Catalunya. El centre històric de la vila de Llers està situat al bell mig de l'entramat urbà de la població actual, al voltant del castell, delimitat pels actuals carrers de les Llisses, de la Muralla, del Ramal i de Sant Quirze. Els carrers de l'interior del nucli, com per exemple el carrer de la Força o la Pujada del Castell, són costeruts i estrets, de recorregut sinuós. Es conserva també algun passadís cobert que facilita la comunicació interior del nucli.
Moltes de les cases que integren el conjunt foren reconstruïdes després de la gran explosió de l'any 1939, que en va destruir bona part. Tot i així encara es conserven cases datades entre els segles XVII-XVIII. En general són rectangulars, amb les cobertes de dues vessants i distribuïdes en planta baixa, pis i golfes, o bé dos pisos superiors. Presenten portals d'arc rebaixat adovellats i finestres rectangulars, amb els emmarcaments bastits amb carreus de pedra ben desbastats. Les obertures més modernes són construïdes amb maons i també hi ha llindes de fusta restituïdes. Cal destacar, al carrer de la Força, un portal de mig punt adovellat amb la clau gravada amb un personatge masculí i, al costat, una llinda esculpida amb la dama, ambdues datades el 1560. Les construccions són bastides en pedra desbastada de diverses mides, disposades irregularment.
Una atracció destacada dins del nucli urbà la constitueix Can Segal, pel seu rellotge de sol però sobretot pel conjunt d'escultures i relleus que la decoren, magnífica expressió de paisatgisme visionari, realitzada per Josep Giralt, que figura inclosa en la majoria de repertoris internacionals dedicat a aquest tipus d'art.

## Història
El lloc de Llers fou habitat des de la prehistòria, com s'ha documentat mitjançant les intervencions arqueològiques dutes a terme el 1912. De la mateixa manera la presència romana a la zona actualment ocupada pel poble queda documentada per la presència de material ceràmic, especialment al voltant del mas Pi i el veïnat d'Olmells, on s'han trobat abundants restes d'àmfores romanes. D'aquesta època també, trobem d'alguna estructura de pedra amb paviments d'opus testaceum molt a prop del Castell.
El primer document on apareix mencionat el poble de Llers és una butlla del papa Benedicte VI, adreçada a l'abat de Sant Pere de Rodes, Hildesind, en la qual confirma la possessió del poble de Llers, entre d'altres. La història del poble, però, va estretament lligada a la presència del castell de Llers, del qual es tenen notícies des del segle xi. Hi ha constància de la importància dels senyors de Llers als segles x i xi, la qual cosa fa pensar en la presència d'una fortificació per aquestes dates. Concretament, es parla d'Arnau de Llers (1050) i l'any 1107 es troben les signatures d'Arnau i Bertran de Llers, en el document en què el comte de Barcelona, Ramon Berenguer III, i el comte de Besalú, Bernat III, es fan mútua donació dels seus comtats en cas que ambdós morissin sense fills hereus. D'aquesta manera, els senyors de Llers passen a ser vassalls del comte de Barcelona.
Més tard, els propietaris del castell, la família Llers i Guillem de Cervià, que ho van ser des del segle x, el van vendre a la família Rocabertí pels volts de l'any 1270. Els vescomtes de Rocabertí es van mantenir, des d'aquest moment, com a senyors del castell i de la vila de Llers. En aquest moment es van començar unes importants obres per a fortificar l'edifici. Aquesta fortificació va patir el setge de Jaume I (1274) que pretenia sotmetre els nobles catalans per a ajudar militarment al rei de Castella, la qual cosa va provocar un seguit de revoltes que van fracassar, havent de pagar fortes contribucions al comte-rei. Any més tard, com a represàlia pels fets de Sicília, el rei francès, Felip l'Atrevit, va envair les terres de la comarca. Llers va resistir, però el castell finalment va caure i Carles de Valois, fill del rei de França, es va coronar com a rei dels catalans. La corona fou recuperada anys més tard per Pere II al mateix castell de Llers.
A causa dels efectes dels terratrèmols que va patir la comarca els anys 1427 i 1428, el senyor de Llers va demanar als veïns de les Escaules i Pont de Molins una contribució per a portar a terme les reformes del castell. Les Escaules i Pont de Molins, viles que depenien directament de Llers, s'hi van negar i van aprofitar aquest episodi per a reclamar la seva independència, la qual cosa no van aconseguir fins dos segles més tard.
A les Guerres de Remences, l'any 1462, un exèrcit francès va atacar Llers, i encara que va resistir, com a conseqüència dels efectes de la guerra, els terratrèmols i les epidèmies, la població va minvar notablement. Posteriorment, durant la guerra de Successió, la primera dècada del segle xviii, les tropes borbòniques van ocupar la vila i el castell. La fortalesa va quedar greument afectada per culpa d'una explosió.
La Gran Guerra (1790-1795) provocada per l'enfrontament entre la França revolucionària i Espanya, també va afectar aquesta zona a prop de la frontera. La vila de Llers va ser ocupada per les tropes franceses, la retirada de les quals va significar només un breu parèntesi, ja que l'any 1808 va esclatar la Guerra de la Independència o Guerra del Francès que, igualment, va tenir com a escenari la comarca de l'Empordà. L'ocupació francesa va provocar en els llersencs un sentiment de rebel·lió i varen practicar la desobediència civil, no pagant impostos.
El segle xix, va ser protagonitzat per les diferents Guerres Carlines entre els absolutistes i els liberals. Llers es va decantar pel bàndol liberal de la reina Isabel, per la qual cosa les tropes carlistes van saquejar la vila.
A finals del segle xix, i a conseqüència dels efectes causats per la fil·loxera, les plantacions de vinyes de l'Empordà es van veure greument afectades. Durant aquests mateixos anys, les oliveres es van veure igualment afectades per la Faleotrips Olea, cosa que va provocar uns efectes devastadors en l'economia del poble, ja que gran part de la producció agrícola estava dedicada a l'olivera. Es va poder recuperar la producció després de l'hivern de l'any 1891. Ja entrat el segle xx, la base econòmica dels llersencs continuava sent l'olivera. Així i tot, sistemàticament es va començar a substituir per la vinya, implantant els nous ceps provinents de França.
Al segle xx, la majoria de la població vivia del conreu de l'olivera principalment. Durant la I Guerra Mundial (1914-1918) Llers es va aprofitar de la mancança de carbó mineral de França venent sistemàticament la fusta de les oliveres que ja no donaven fruit.
La Guerra Civil Espanyola va causar grans pèrdues tant humanes com econòmiques a tot l'estat, però a Llers cal destacar els fets que van succeir amb la retirada de les tropes republicanes del poble. El febrer de 1939, amb la imminent victòria franquista, l'exèrcit republicà va fer explotar el seu arsenal acumulat a l'església. Aquest fet va provocar la destrucció total del temple i de gran part dels edificis del poble que es trobaven al seu voltant. Es té constància de la destrucció de l'església, el castell i diferents cases pairals com la de can Capmany, can Batlle, can Comas o can Casagran entre d'altres.

## Demografia
| Entitat de població | Habitants (2023) |
| Llers               | 508              |
| els Hostalets       | 471              |
| el Poblenou         | 188              |
| la Vall             | 49               |
| Font: Idescat       |                  |

| 1497 f | 1515 f | 1553 f | 1717 | 1787  | 1857  | 1877  | 1887  | 1900  | 1910  |
| ------ | ------ | ------ | ---- | ----- | ----- | ----- | ----- | ----- | ----- |
| 56     | 64     | 70     | 763  | 1.014 | 1.880 | 1.649 | 1.410 | 1.295 | 1.283 |

| 1920  | 1930  | 1940 | 1950 | 1960 | 1970 | 1981 | 1990 | 1992 | 1994 |
| ----- | ----- | ---- | ---- | ---- | ---- | ---- | ---- | ---- | ---- |
| 1.219 | 1.003 | 770  | 784  | 728  | 691  | 643  | 776  | 796  | 796  |

| 1996 | 1998 | 2000 | 2002  | 2004  | 2006  | 2008  | 2010  | 2012  | 2014  |
| ---- | ---- | ---- | ----- | ----- | ----- | ----- | ----- | ----- | ----- |
| 833  | 873  | 954  | 1.052 | 1.097 | 1.167 | 1.157 | 1.172 | 1.194 | 1.242 |

| 2016  | 2018  | 2020  | 2022  | 2024  | 2026 | 2028 | 2030 | 2032 | 2034 |
| ----- | ----- | ----- | ----- | ----- | ---- | ---- | ---- | ---- | ---- |
| 1.210 | 1.239 | 1.237 | 1.245 | 1.248 | -    | -    | -    | -    | -    |